# ایران در ۲۰۰۷
ایران در ۲۰۰۷ گاه‌شماری از مهم‌ترین رویدادها در سال ۲۰۰۷ در کشور ایران است.

## حاکمان
- مقام معظم رهبری: علی خامنه ای
- رئیس‌جمهور: محمود احمدی‌نژاد
- نایب رئیس: پرویز داودی
- رئیس دادگستری: محمود هاشمی شاهرودی

## درگذشتگان
- ۱۲ خرداد – مهدی قالیبافیان[۱]